# Пітер Вон
Пітер Вон (англ. Peter Vaughan 4 квітня 1923 — 6 грудня 2016) — англійський актор, що знявся у другорядних ролях у понад 70 британських фільмах і телевізійних постановках. Він багато працював на сцені, отримавши популярність за ролі інспекторів поліції або радянських агентів. Найвідоміша в акторській кар'єрі роль — мейстер Нічного Дозору Еймон Таргарієн в телесеріалі «Гра Престолів» (2011—2015 роки).

## Життєпис
При народженні 4 квітня 1923 року він одержав ім'я Пітер Юарт Ом
Згодом родина переїхала у Веллінгтон у тому ж самому повіті. Тут він пішов до школи. Після закінчення школи він переїхав до міста Вулвергемптон, де почав працювати актором репертуарного театру. Тут Вон отримав гарний досвід акторства.

## Театр і війна
Акторську кар'єру Пітера Вона перервала Друга світова війна. 9 червня 1943 року Вон служив підпоручиком у Королівському корпусі зв'язку Британської армії та воював в Нормандії, Бельгії і на Далекому Сході.

## Актор у фільмах
Дебют Пітера Вона у кіно відбувся в 1959 році. Він грав поліцейського у фільмі «39 кроків». Актор продовжив грати невеликі ролі протягом декількох років, перш ніж отримати свою першу головну роль у 1964 році в невеликій стрічці «Smokescreen».

## Фільмографія
- 1956 — «Байки із Сохо» — тюремний священик (1 епізод)
- 1958 — «Пригоди Бенна Ганна» — сержант Гокстон (2 епізоди)
- 1958 — «Mary Britten, M.D.» (1 епізод)
- 1959 — «39 кроків» — 2-й констебль поліції
- 1959 — «Сапфір» — детектив Вайтгед
- 1959 — «Запити Інтерполу» — 2-й констебль поліції (1 епізод)
- 1959 — «ITV Телетеатр» — охоронець (2 епізоди)
- 1960 — «Людина з Інтерполу» — Карл (1 епізод)
- 1960 — «Мандрівний лицар» — Джеймс Егертон (1 епізод)
- 1960 — «Крайній термін — опівночі» — Джо Данн (1 епізод)
- 1960 — «Загорніть мені норку» — поліцейський в машині
- 1958 — 1960 — «Boyd Q.C.» (2 епізоди)
- 1960 — «Прокляте селище» — поліцейський Гоббі
- 1961 — «Двоє живих і один мертвий» — Джон Кестер
- 1961 — «Три дроти» (2 епізоди)
- 1961 — «Цілком таємно» — ведучий (1 епізод)
- 1961 — «A Chance of Thunder» (1 епізод)
- 1961 — «The Court Martial of Major Keller» — Парвей
- 1962 — «Шахраї» (1 епізод)
- 1962 — «Олівер Твіст» — Білл Сайкс (10 епізодів)
- 1962 — «I Thank a Fool» — інспектор поліції
- 1962 — «Річард Левове Серце» (1 епізод)
- 1962 — «Агент диявола» — шеф угорської поліції
- 1960 — 1962 — «No Hiding Place» (4 епізоди)
- 1963 — «The Punch and Judy Man» — член комітету
- 1963 — «Dimensions of Fear»
- 1963 — «Діснейленд» — сержант поліції (2 епізоди)
- 1963 — «Переможці» — поліцейський
- 1963 — «Фестиваль» (1 епізод)
- 1964 — «Димова завіса»
- 1964 — «Крейн» — Макс Годдард (1 епізод)
- 1964 — «Шпигунство» — Ворінґ (1 епізод)
- 1964 — «Театр в кріслі» — сержант Бартоншоу (1 епізод)
- 1964 — «Святий» (1 епізод)
- 1965 — «Помри, люба» — Гаррі
- 1965 — «Гнилий наскрізь» — сер Генрі Капел
- 1965 — «Стукайте в будь-які двері» (1 епізод)
- 1966 — «Dixon of Dock Green» — інспектор Гордон (1 епізод)
- 1966 — «Вулиця коронації» (1 епізод)
- 1959 — 1966 — «ITV П'єса тижня» — Ентоні Селлман
- 1966 — «Перш, ніж вони зловлять нас» — Йомала (1 епізод)
- 1966 — «Наша людина в Сан-Марко» — Преподобний Джон Спенсер
- 1963 — 1966 — «Театр в кріслі» — Бясс (2 епізоди)
- 1966 — «Відкрите око» — Фаулер (1 епізод)
- 1966 — «Адам Адамант живий!» — Доктор Норт (1 епізод)
- 1966 — «Інформатор» — Девід Дженнер (2 епізоду)
- 1967 — «Великі надії» — Пан Джаггерс (7 епізодів)
- 1967 — «Цей шлях для вбивства» (ТБ міні-серіал)
- 1967 — «Театр 625» — Ернст Торглер (1 епізод)
- 1967 — «Оголений утікач» — Мартін Слеттері
- 1967 — «Людина з лісу» — Микола Волков
- 1967 — «Примарний мир» — Дензел Гоґґ
- 1967 — «Людина в валізі» — Фелікс Де Бург (1 епізод)
- 1968 — «Гармата Бофора» — Сержант Вокер
- 1968 — «Експерт» — Річард Толлер (1 епізод)
- 1968 — «Молотоголовий» — Молотоголовий
- 1968 — «A Twist of Sand» — Йоганн
- 1968 — «Острів скарбів» — Джон Сільвер
- 1969 — «A Taste of Excitement»
- 1969 — «Месники» — д-р Ягер (1 епізод)
- 1969 — «Альфред Великий» — Бурруд
- 1969 — «Золоті грабіжники» — Кредок (13 епізодів)
- 1969 — «Рандалл і (покійний) Гопкірк» — Джеймс Говарт (1 епізод)
- 1969 — «Дивний звіт» (1 епізод)
- 1968 — 1970 — «П'єса середи» (3 епізоди)
- 1970 — «Свідок» — Пол Граззіні
- 1970 — «Великий брат» — Джон Кліведен (1 епізод)
- 1971 — «Суперники Шерлока Голмса» — Горас Доррінгтон (2 епізоди)
- 1971 — «Солом'яні пси» — Том Гедден
- 1971 — «Сищики-любителі екстра класу» — Ленс Шуберт (1 епізод)
- 1972 — «Щуролов» — єпископ
- 1972 — «Виходу немає» — Калдер (1 епізод)
- 1972 — «Дикий месія» — музейний сторож
- 1972 — «Попередження для допитливих» (ТБ)
- 1973 — «Повернення»
- 1973 — «Авантюрист» (1 епізод)
- 1973 — «Мадіген» (1 епізод)
- 1973 — «Thirty-Minute Theatre» (1 епізод)
- 1973 — «Триллер» — Андерсон (1 епізод)
- 1973 — «The Blockhouse»
- 1973 — «Людина Макінтоша» — Брунскілл
- 1973 — «Glorious Miles» (ТБ)
- 1973 — «Black and Blue» (1 епізод)
- 1973 — «Захисники» (1 епізод)
- 1973 — «Репресалії» — генерал Альберт Кессерлінг
- 1974 — «Intimate Reflections»
- 1974 — «Зодіак» — Річард Мід (1 епізод)
- 1974 — «Падіння орлів» — Ізвольський (1 епізод)
- 1974 — «Симптоми»
- 1974 — «The Pallisers» — Пан Чаффенбрасс (1 епізод)
- 1974 — «11 Harrowhouse» — Коґлін
- 1974 — «Бухта Малахії» — Пан Ґанліфф
- 1974 — 1975 — «Штурм 10» — Пан Макінтош (3 епізоди)
- 1975 — «Проти натовпу» (телесеріал)
- 1975 — «The Sweeney» — Тоні Кірбі (1 епізод)
- 1976 — «Життя і смерть Пенелопи» — Сер Джордж Картрайт (1 епізод)
- 1974 — 1977 — «Каша» — Гаррі Граут (4 епізоди)
- 1977 — «Філбі, Берджесс і Маклін» (ТБ) — Контроль Філбі
- 1977 — «Валентино» — Рорі О'Ніл
- 1978 — «The Doombolt Chase» — Лейтенант Гетфілд (6 епізодів)
- 1978 — «ОТВ Playhouse» — Гарольд (1 епізод)
- 1978 — «Свобода Dig» (ТБ)
- 1978 — «Прем'єра» (1 епізод)
- 1979 — «Відома історія життя короля Генріха Восьмого» (ТБ) — Гардінер, єпископ Вінчестера
- 1979 — «Crown Court» — Джеральд Елліот (1 епізод)
- 1979 — «Світанок» — Блумфілд
- 1979 — «Таємниця Дейндайка» — детектив-інспектор Берроуз (4 епізоди)
- 1979 — «Каша» — Гаррі Ґрауті
- 1977 — 1979 — «Громадянин Сміт» — Чарлі Джонсон — Папа (14 епізодів)
- 1980 — «The Crucible» (ТБ) — Суддя Готорн
- 1980 — «Фокс» — Біллі Фокс (7 епізодів)
- 1981 — «Шеллі» — Сержант Брантон (1 епізод)
- 1981 — «Бандити часу» — Вінстон Людожер
- 1981 — «Жінка французького лейтенанта» — містер Фрімен
- 1981 — «Вінстон Черчилль: пустельні роки» (ТБ міні-серіал) — Сер Томас Інскіп
- 1981 — «BBC2 Playhouse» — Пан Г'ю Пітер (2 епізоди)
- 1982 — «Вихід з льоду» (ТБ) — Бєлов
- 1983 — «Jamaica Inn» (ТБ) — сквайр Бассатт
- 1984 — «Грати на сьогодні» — Лес Стоун (1 епізод)
- 1984 — «На жалі бритви»[en] — Макензі
- 1984 — «Заборонене» — Майор Стауффел
- 1985 — «Бразилія» — містер Гелпмен
- 1985 — «Холодний дім» — Талкінґгорн (2 епізоди)
- 1985 — «Котячі очі» — Вудбрідж (1 епізод)
- 1986 — «Гріхи» (ТБ міні-серіал) — головний прокурор
- 1986 — «Будинок Таємниць і невідомості Гаммера» — Буллнек (1 епізод)
- 1986 — «Медовий місяць з привидами» — Френсіс Аббот-старший
- 1986 — «Монте-Карло» (ТБ) — Пабст
- 1986 — «Вітання сезону» (ТБ) — Гарві
- 1987 — «Наш Джефф» (ТБ)
- 1987 — «Коли ми одружимося» (ТБ) — Джо Геллівелл
- 1987 — «Королівство Гаррі» (ТБ) — Сід Гарріс
- 1987 — «Від узбережжі до узбережжя» (ТБ) — хіроподист
- 1988 — «Кодове ім'я: Кирило» (ТБ) — Станов
- 1988 — «Ідентифікація Борна» (ТБ) — Фріц Кеніг
- 1988 — «Гейм, сет і матч» (телесеріал) — Девід Кімбер-Гатчінсон
- 1988 — «Війна та спогад» — генерал-полковник Цейтцлер (2 епізоди)
- 1989 — «Зворотний відлік до війни» (ТБ) — Германн Ґорінг
- 1989 — «Під оком темного янгола» (ТБ міні-серіал)
- 1990 — «Гори Місяця» — Лорд Готон
- 1990 — «Король Вітру» — капітан
- 1991 — «Архів Шерлока Голмса» — Джон Тернер (1 епізод)
- 1990 — 1991 — «Законник» (телесеріал) — Том Франклін (12 епізодів)
- 1991 — «В'язень совісті» — Генерал Мерсьє
- 1991 — «Бун» — Рей Беккет (1 епізод)
- 1992 — «Чиллери» (1 епізод)
- 1992 — «Лавджой» — Марек (1 епізод)
- 1993 — «Солов'ї» — Інспектор (1 епізод)
- 1993 — «Коло Обману» (ТБ) — Ліам Маколі
- 1993 — «Серце пітьми» (ТБ) — Директор
- 1993 — «Наприкінці дня» — Вільям Стівенс
- 1994 — «Кульбаба мертвих» (ТБ міні-серіал) — доктор Гінкс
- 1994 — «Найстрашніше вбивство» — Доверсон (1 епізод)
- 1994 — «Фатерлянд» (ТБ) — оберстгрупенфюрер Артур Небе
- 1994 — «Птахи пера» — Рокфор (1 епізод)
- 1995 — «Подорожі Олівера» (ТБ міні-серіал) — Делані
- 1995 — «Хор» (ТБ міні-серіал) — Франк Ашуорт
- 1996 — «Місячний камінь» (ТБ) — Габріель Беттередж
- 1996 — «Наші друзі Півночі» — Фелікс Гатчінсон (8 епізодів)
- 1996 — «Секретний агент» — кучер
- 1996 — «Суворе випробування» — Джілс Корі
- 1997 — «Обличчя» — Сонні
- 1998 — «Гарний син» — Мік Дойл
- 1998 — «Наш спільний друг» (ТБ міні-серіал) — Нікодимус Боффін
- 1998 — «Знедолені» — Єпископ Мірієль
- 1998 — «Легенда про піаніста» — Попс, власник магазину
- 1999 — «Горнблавер: Жаби та омари» — адмірал, лорд Гуд
- 1999 — «Ідеальний чоловік» — Філіппс
- 2000 — «Kiss Kiss» (Bang Bang) — Татко зоопарк
- 2000 — «Четвер, 12» (ТБ) — Едгар Банністер
- 2000 — «Second Sight» (ТБ) — Гарольд Кінг, епізод «Королівство сліпого»
- 2000 — «Довгота» (ТБ) — Джордж Грехем
- 2000 — «Закон протилежностей» — Старий барон Блау
- 2000 — «Десяте королівство» — Вілфред Піп (3 епізоди)
- 2000 — «Готель «Splendide» — Мортон Бланш
- 2000 — «Дещо про Вінса» — Рей (3 епізоди)
- 2000 — «Лорна Дун» (ТБ) — Сер Енсор Дун
- 2002 — «Журі» (ТБ міні-серіал) — Майкл Колчестер
- 2003 — «Нещасний випадок» — Генрі Ламберт (1 епізод)
- 2003 — «Мати» — Тутс
- 2003 — «Марджері та Ґледіс» (ТБ) — Трой Ґладвелл
- 2003 — «Солодка медицина» — Лоуренс Барбер (1 епізод)
- 2003 — «Життя за кадром: Норман Стенлі Флетчер» (ТБ) — Гаррі Затирка
- 2004 — «Життя і смерть Пітера Селлерса» — Білл Селлерс
- 2004 — «Краса» (ТБ) — Пан Роббінс
- 2004 — «Перли королеви Савської» — Едвард Прітті
- 2005 — «Лихий намір» (ТБ) — Віддікомб
- 2002 — 2005 — «Серцебиття» — Артур Вайнврайт (2 епізоди)
- 2006 — «Догляд» — Арчі
- 2007 — «Смерть на похороні» — дядько Альфі
- 2007 — «Мобільний» (ТБ) — дідусь Стоан
- 2007 — «Різдво у Рив'єрі» (ТБ) — Глен
- 2008 — «На світанку — в Кендлфорд» — преподобний Еллісон (2 епізоди)
- 2008 — «Поліція Голбі» — Кларенс (1 епізод)
- 2008 — «Голбі Синій» — Кларенс (1 епізод)
- 2008 — «Чи є хто там?» — Боб
- 2008 — «Доктор Мартін» — Вільям Ньюкросс (1 епізод)
- 2011 — «Альбатрос» — дідусь
- 2011 — 2015 телесеріал «Гра престолів» — Мейстер Еймон Таргарієн

## Нагороди
У 1997 році номінувався на звання «Найкращого актора» за версією Британської академії кіно і телевізійних мистецтв.

## Родина
Пітер Вон був одружений двічі, вперше — з Біллі Вайтлоу. Його друга дружина — актриса Ліліас Вокер.
Помер 6 грудня 2016 року.